# Союз Африканских Государств
Союз Африканских Государств (фр. Union des Etats africains) — кратковременное объединение двух (1958), а затем трёх (1961) африканских государств в Западной Африке. Союз был политически социалистическим и панафриканским, и возглавляли его трое африканских революционеров: Кваме Нкрума в Гане, Секу Туре в Гвинее и Модибо Кейта в Мали.

## История
23 ноября 1958 года Гана и Гвинея сформировали союз, он назывался Союз Гана-Гвинея. В мае 1959 года было объявлено что союз будет переименован в Союз Африканских Государств. В мае 1961 года Мали вступило в союз. В 1962 году союз распался из-за того, что США обратились к Гвинее, чтобы последняя встала на сторону США в холодной войне, так как Союз Африканских Государств был союзником СССР.

## Флаг

Флаг САГ (1958—1961)

Когда Союз Гана-Гвинея был сформирован, флаг его был как флаг Ганы, только с двумя чёрными звездами. Звёзды обозначали количество членов, поэтому когда в союз вступило Мали, звёзд стало три.